# Kryteria Ransona
Kryteria Ransona, skala Ransona (ang. Ranson scale, Ranson's criteria) – skala stosowana w rozpoznawaniu ciężkiej postaci ostrego zapalenia trzustki, po raz pierwszy przedstawiona w 1974 r. Oceny dokonuje się dwukrotnie (na podstawie odmiennych parametrów) – zaraz po przyjęciu chorego do szpitala i po 48 godzinach. Ciężkie zapalenie rozpoznaje się, gdy spełnione są co najmniej 3 z poniższych kryteriów.

## Ocena w momencie przyjęcia do szpitala
| 1. | wiek              | >55 lat                 |
| 2. | liczba leukocytów | >16 tys./mm³            |
| 3. | stężenie glukozy  | >200 mg/dl (>11 mmol/L) |
| 4. | aktywność LDH     | >350 j.m./L             |
| 5. | aktywność AspAT   | >250 j.m./L             |

## Ocena po 48 godzinach
| 1. | hematokryt          | zmniejszenie o ≥10%                             |
| 2. | mocznik             | zwiększenie o ≥5 mg/dl lub stężenie ≥1,8 mmol/L |
| 3. | wapń                | <8 mg/dl (< 2 mmol/L)                           |
| 4. | pO2                 | <60 mmHg                                        |
| 5. | niedobór zasad      | >4 mmol/l                                       |
| 6. | sekwestracja płynów | >6000 ml                                        |

## Interpretacja
- Jeśli wynik < 3, ciężkie ostre zapalenie trzustki jest mało prawdopodobne
- Jeśli wynik ≥ 3, ciężkie ostre zapalenie trzustki jest prawdopodobne.

lub:
| spełnione kryteria | 0 – 2 | 3 – 4 | 5 – 6 | 7 – 8 |
| śmiertelność       | 2%    | 15%   | 40%   | 100%  |